# Cocharcas
Cocharcas (del quechua qhuchi, 'pantano') es una localidad peruana capital del distrito homónimo ubicado en la provincia de Chincheros en el departamento de Apurímac. Se encuentra a una altitud de 3015 m s. n. m. Tenía una población de 458 habitantes en 1993.
La localidad se encuentra sobre una pequeña llanura en el lado oriental de la cordillera de los Andes que descienden al valle del río Pampas. La localidad es conocida por albergar al Santuario de Cocharcas.

## Clima
| Parámetros climáticos promedio de Cocharcas | Parámetros climáticos promedio de Cocharcas | Parámetros climáticos promedio de Cocharcas | Parámetros climáticos promedio de Cocharcas | Parámetros climáticos promedio de Cocharcas | Parámetros climáticos promedio de Cocharcas | Parámetros climáticos promedio de Cocharcas | Parámetros climáticos promedio de Cocharcas | Parámetros climáticos promedio de Cocharcas | Parámetros climáticos promedio de Cocharcas | Parámetros climáticos promedio de Cocharcas | Parámetros climáticos promedio de Cocharcas | Parámetros climáticos promedio de Cocharcas | Parámetros climáticos promedio de Cocharcas |
| Mes                                         | Ene.                                        | Feb.                                        | Mar.                                        | Abr.                                        | May.                                        | Jun.                                        | Jul.                                        | Ago.                                        | Sep.                                        | Oct.                                        | Nov.                                        | Dic.                                        | Anual                                       |
| ------------------------------------------- | ------------------------------------------- | ------------------------------------------- | ------------------------------------------- | ------------------------------------------- | ------------------------------------------- | ------------------------------------------- | ------------------------------------------- | ------------------------------------------- | ------------------------------------------- | ------------------------------------------- | ------------------------------------------- | ------------------------------------------- | ------------------------------------------- |
| Temp. máx. abs. (°C)                        | 28.7                                        | 29.9                                        | 30                                          | 29.8                                        | 27.7                                        | 26.6                                        | 25.5                                        | 26.6                                        | 27.7                                        | 28.8                                        | 27.8                                        | 26.8                                        | 30                                          |
| Temp. máx. media (°C)                       | 21.5                                        | 21.2                                        | 21.1                                        | 21.9                                        | 21.9                                        | 21.2                                        | 20.9                                        | 22                                          | 22.3                                        | 23.8                                        | 23.9                                        | 22.2                                        | 23.9                                        |
| Temp. media (°C)                            | 14.2                                        | 14.1                                        | 14.1                                        | 14.1                                        | 13.2                                        | 12                                          | 11.7                                        | 12.6                                        | 13.7                                        | 15                                          | 15.1                                        | 14.4                                        | 12                                          |
| Temp. mín. media (°C)                       | 7                                           | 7                                           | 6                                           | 5                                           | 3                                           | 1                                           | 0                                           | 2                                           | 4                                           | 5.5                                         | 6                                           | 6.5                                         | 6                                           |
| Temp. mín. abs. (°C)                        | 2                                           | 1                                           | 0                                           | -3                                          | -6                                          | -10                                         | -13                                         | -12                                         | -6                                          | -1                                          | 0                                           | 1                                           | -13                                         |
| Fuente: climate-data.org                    |                                             |                                             |                                             |                                             |                                             |                                             |                                             |                                             |                                             |                                             |                                             |                                             |                                             |

## Lugares de interés
- Santuario de Cocharcas